# Грачёв, Виталий Андреевич

Трёхосный грузопассажирский автомобиль ГАЗ-21. Июль 1937, за рулём — В. А. Грачёв.

Виталий Андреевич Грачёв (1903—1978) — советский конструктор автомобильной и бронетанковой техники. Лауреат двух Сталинских премий третьей степени.

## Биография
Родился 10 (23 января) 1903 года в Томске. Отец, выходец из крестьян, основал своё дело, мать работала земским врачом. Виталий Андреевич был пятым ребёнком в большой семье. Родители Виталия были очень разными по характеру людьми: мать была прирождённым лидером, женщиной с твёрдым и непростым характером, а отец — полная ей противоположность — мягким и покладистым. Сам Грачёв унаследовал материнский характер. Он рано ушёл из семьи в самостоятельную жизнь.
Молодой Грачёв служил техником в авиационных частях, затем работал киномехаником, окончил несколько курсов Томского технологического института, однако был изгнан оттуда за непролетарское происхождение. Он так никогда и не получил высшего образования.
В декабре 1931 года он был безработным и по мобилизации был направлен в техотдел строящегося в то время Нижегородского автозавода. В 1936 году за рулём самостоятельно разработанной машины «ГАЗ-АААА» участвовал в знаменитом Каракумско-Памирском автопробеге. В 1937 году под его руководством был разработан грузопассажирский трёхосный автомобиль ГАЗ-21 (впоследствии тот же индекс дали первой «Волге»), на базе которого впоследствии был создан семиместный легковой автомобиль и два бронеавтомобиля.
В 1938—1939 годах проектирует первый советский легковой вездеход ГАЗ-61 (на базе шестицилиндровой «Эмки»), который до наших дней так и остался непревзойдённым по динамике и проходимости для машин этого класса. Решение о начале разработке ГАЗ-61 Виталий Андреевич «пробил» с огромным трудом, у самого Ворошилова. Эта машина пошла в серию уже в конце 1940 года.
В 1941—1944 годах под его руководством были разработаны армейский внедорожник ГАЗ-64 и бронеавтомобили БА-64 и БА-64Б на его базе, автомобиль ГАЗ-67Б, а также колёсная самоходная пушка ГАЗ-68 (КСП-76) и другие образцы колёсной военной техники. Главный конструктор автозавода в Днепропетровске с сентября 1944 года, где им был создан армейский плавающий автомобиль ДАЗ-485.
С 1951 года — заместитель главного конструктора и с 1954 года главный конструктор специального конструкторского бюро автозавода ЗИС (ЗИЛ) в Москве, где под его руководством были созданы автомобили ЗИЛ-157, ЗИЛ-134, ракетоносец ЗИЛ-135К (единственное в мире серийное шасси с двумя автоматическими коробками передач), бронетранспортёры БТР-152А, БТР-152Б, средние колёсные артиллерийские тягачи, многоцелевые армейские транспортёры и установки на их базе.
Также им был создан поисково-спасательный мобильный комплекс с абсолютной проходимостью — машины комплекса «490» — «Синие птицы».
На очередной планёрке КБ Грачёв закрасил красным карандашом последнюю неделю декабря 1978 года и после паузы пояснил: «Дальше будете работать без меня». Скончался в своей квартире на ул. Автозаводской 24 декабря 1978 года. Урна с прахом захоронена в Москве на Донском кладбище (уч. № 3).

## Награды и премии
- орден Ленина
- орден Трудового Красного Знамени
- орден «Знак Почёта»
- медали
- Сталинская премия III степени (10 апреля 1942) — за разработку новых конструкций автомашины и бронеавтомашины
- Сталинская премия III степени (1951) — за создание нового образца автомобиля (трёхосной амфибии «ДАЗ-485»)

## Интересные факты
Андрей Вознесенский посвятил ему и его вездеходу такие строчки в поэме «Зарев»:
Он — летающ, неплавающ
и нетонущ.
Ах, Грачёв — шоферюга,
легенда, томич!
Уголь-глаз горит
голубым обводом.
«Небеса — старо.
Полетай болотом»!
«Благогласно имя болотохода!
Он как винт мясорубки ревёт паряще,
Он в порядочке!
Если хочешь полёта — учи болото!
По болотам, чарующим и утиным,
По болотам, засасывающим к матери!
По болотам, предательским и рутинным -
Испытатели, испытатели, испытатели!»

## Спроектировал или участвовал в создании автомобилей

### Легковые
- ГАЗ-АААА
- ГАЗ-21 Опытный — трёхосный внедорожник
- ГАЗ-61
- ГАЗ-64
- ГАЗ-67

### Грузовые
- ЗИС-485 — автомобиль-амфибия, изначально был разработан на Днепропетровском автомобильном заводе и имел индекс ДАЗ-485
- ЗИС-Э134
- ЗИЛ-132
- ЗИЛ-132С
- ЗИЛ-132П
- ЗИЛ-134
- ЗИЛ-135 (семейство из более 20 модификаций различного, в основном военного, назначения)
- ЗИЛ-157
- ЗИЛ-157Р
- ЗИЛ-Э167

### Бронеавтомобили
- БА-64

### Бронетранспортёры
- БТР-152А
- БТР-152Б

### Спецмашины
- ЗИЛ-136
- ПКЦ-1
- ШН-67
- ПЭУ-1
- ЗИЛ-5901 (ПЭУ-2)
- ЗИЛ-4904 (ПЭУ-3)
- ЗИЛ-49042
- ЗИЛ-4906 «Синяя птица» — грузовой трёхосный полноприводной плавающий автомобиль поисково-спасательного комплекса 490
- ЗИЛ-49061 «Синяя птица» — пассажирский трёхосный полноприводной плавающий автомобиль поисково-спасательного комплекса 490
- ЗИЛ-2906 — шнекороторный снегоболотоход поисково-спасательного комплекса 490